# Stormarn
Stormarn é um distrito (kreis ou landkreis) da Alemanha localizado no estado de Schleswig-Holstein.

## Cidades e municípios
Populações em 31 de dezembro de 2006:
| Cidades: 1. Ahrensburg (30.155) 2. Bad Oldesloe * (24.071) 3. Bargteheide * (14.417) 4. Glinde (16.139) 5. Reinbek (25.712) 6. Reinfeld * (8471) | Municípios: 1. Ammersbek (9135) 2. Barsbüttel (12.401) 3. Großhansdorf (9000) 4. Oststeinbek (7878) |

Estas cidades e municípios são chamados Amtsfreie Städte ou Amtsfreie Gemeinden por não pertencerem a nenhum Amt (vide abaixo). As cidades indicadas por asterisco (*) são sedes de um Amt.
Ämter (singular: Amt; português: ofício, escritório, secretaria), e seus municípios membros:
| - 1. Bad Oldesloe-Land [sede: Bad Oldesloe] 1. Grabau (791) 2. Lasbek (1197) 3. Meddewade (774) 4. Neritz (331) 5. Pölitz (1175) 6. Rethwisch (1086) 7. Rümpel (1302) 8. Steinburg (2503) 9. Travenbrück (1752) - 2. Bargteheide-Land [sede: Bargteheide] 1. Bargfeld-Stegen (2850) 2. Delingsdorf (2183) 3. Elmenhorst (2336) 4. Hammoor (1153) 5. Jersbek (1793) 6. Nienwohld (487) 7. Todendorf (1049) 8. Tremsbüttel (1867) | - 3. Nordstormarn [sede: Reinfeld] 1. Badendorf (793) 2. Barnitz (826) 3. Feldhorst (597) 4. Hamberge (1369) 5. Heidekamp (471) 6. Heilshoop (596) 7. Klein Wesenberg (768) 8. Mönkhagen (641) 9. Rehhorst (710) 10. Wesenberg (1152) 11. Westerau (808) 12. Zarpen (1551) - 4. Siek [sede: Siek] 1. Braak (784) 2. Brunsbek (1619) 3. Hoisdorf (3478) 4. Siek (1992) 5. Stapelfeld (1510) | - 5. Trittau [sede: Trittau] 1. Grande (687) 2. Grönwohld (1354) 3. Großensee (1724) 4. Hamfelde (501) 5. Hohenfelde (60) 6. Köthel (349) 7. Lütjensee (3217) 8. Rausdorf (230) 9. Trittau (7618) 10. Witzhave (1403) |

O município de Tangstedt (6.416 habitantes), apesar de estar localizado territorialmente no distrito de Stormarn, é membro do Amt Itzstedt, localizado no distrito de Segeberg.